# Helicops angulatus
Helicops angulatus — вид змій родини полозових (Colubridae). Мешкає в Південній Америці.

## Поширення і екологія
Helicops angulatus мешкають в Бразилії, Колумбії, Еквадорі, Перу, Болівії, Венесуелі, Гаяні, Суринамі і Французькій Гвіані, а також на острові Тринідад. Вони живуть в тропічних лісах, на берегах стоячих водойм та річок з повільною течією. Зустрічаються на висоті до 1600 м над рівнем моря. Ведуть напівводний спосіб життя, живляться рибою та пуголовками, а також жабами та напівводними ящірками. Відкладають яйця.